# عباس أميري
عباس أميري ممثل إيراني ويعتبر من بين أفضل وجوه التمثيل في إيران نظرا لشخصيته الراقية والهادئة التي عشقها الجميع.
اشتهر في مسلسل يوسف الصديق بدور الكاهن الأعظم ألخماهو.
مثل أميري في عدد من المسلسلات التاريخية أبرزها يوسف الصديق ومسلسل المختار الثقفي وامتدت سنوات عمله لأزيد من ربع قرن

توفي يوم 26 فبراير سنة 2011 بعد حادث سير أليم في شمال إيران.

## وصلات خارجية
- عباس أميري على موقع IMDb (الإنجليزية)